# Zest (經紀公司)
株式會社Zest（日语：株式會社ゼスト），通稱「Zest」，是日本的藝人經紀公司；創立於2019年1月27日，是KeyHolder的子公司。

## 概要
經紀公司AKS轉讓SKE48相關事業至KeyHolder，並成立株式會社SKE。其後將公司名稱變更爲現公司名稱株式會社Zest。

## 沿革
2018年
- 11月13日，宣佈與AKS簽訂SKE48事業繼承的基本協議書[2]。
- 12月27日，與AKS簽訂SKE48事業的轉讓合同，同時與AKS簽訂4000股(20%)的股份轉讓合同[3]。

2019年
- 3月1日，以株式會社SKE開始SKE48的管理[4]。
- 7月1日，公司名稱變更爲「株式會社Zest」[5]。

## 旗下藝人

### 歌手
- SKE48
  - Coming Flavor
- BRIDEAR
- Novelbright
- you
- kiyo
- 真瑠梨與隆雅
- FlowBack
- et-アンド-
- 真洋 (mahiro) - 前乃木坂46
- Nona Diamonds - 「第3回AKB48 Group歌唱力No.1決定戦」9名總決賽選手組成的組合
- Nicori Light Tours
- 古畑奈和

### 運動員
足球
- 遠藤航 - 業務合作
- 鈴木武蔵 - 業務合作

手球
- 土井レミイ杏利
- 徳田新之介
- 元木博紀

終極飛盤
- 田村友絵

冰上曲棍球
- ⻄脇雅仁
- 大津晃介
- 蓑島圭悟

美式足球
- 西村豪哲

前棒球選手
- 松中信彦 - 業務合作

### 演員
- 若月佑美 - 前乃木坂46
- 井筒しま
- 小栗有以 - AKB48成員
- 奥雄人
- 三島涼
- ほのかりん[6] - 演員・創作歌手

### 其他
TikTok創作者
- おしゆき - SKE48成員青木詩織【おしりん】、荒井優希【ゆき】結成的組合

### 過去所屬藝人
- ONE HUNDRED LIMINAL （2021年1月29日～10月30日[7]）
- 市野瀨瞳（日语：市野瀬瞳） - 前NST新潟綜合電視台、中京電視台主播

## 外部連結
- （日語）Zest官網 （页面存档备份，存于）